# Komplexy přechodných kovů s fullereny

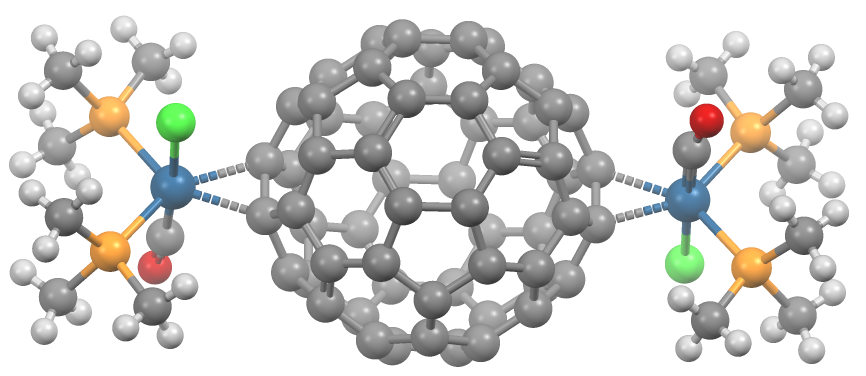
Struktura C_{60}[IrCl(CO)(PMe_{3})_{2}]_{2} Zelená = Cl, modrá = Ir, okrová = P

Komplexy fullerenů s přechodnými kovy jsou komplexní sloučeniny, ve kterých je ligandem fulleren. Fullereny mají obvykle kulovité molekuly, nejčastější je buckminsterfulleren, C60.
Tyto komplexy byly v roce 1990 připraveny v miligramových množstvích, C60 se objevil jako ligand ve sloučenině [Ph3P]2Pt(η2-C60).
Později bylo získáno více podobných komplexů, obsahujících různé způsoby navázání fullerenů na přechodné kovy. Většina je jich odvozena od C60, i když se s kovy mohou koordinovat i jiné fullereny, jako například u sloučeniny C70Rh(H)(CO)(PPh3)2.

## Způsoby navázání
Jako ligandy mají fullereny vlastnosti podobné na elektrony chudým alkenům, jako je tetrakyanoethen. Tyto komplexy jsou tak podobné komplexům přechodných kovů s alkeny. Téměř vždy jde o dihapto komplexy, převažují u nich na elektrony bohatá kovová centra. K navázání dochází v místech propojení dvou šestičlenných kruhů. Hexahapto a pentahapto vazby se objevují vzácně.
U Ru3(CO)9(C60), se fulleren váže na trojúhelníkové stěny.

Příklady komplexů fullerenů
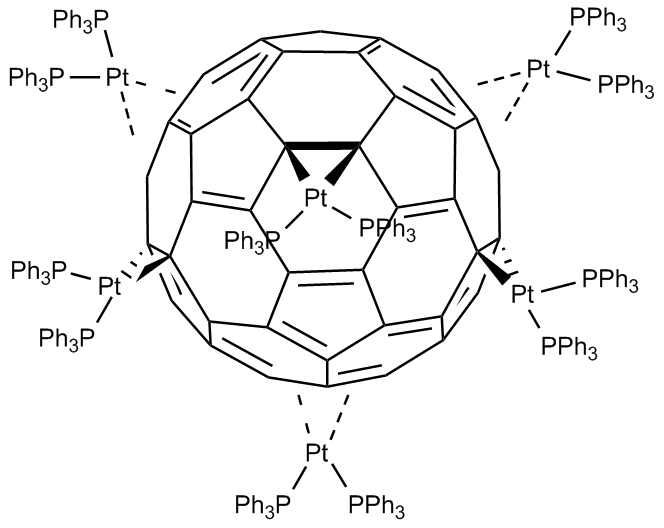
[[Ph3P]2Pt]6(η2-C60)
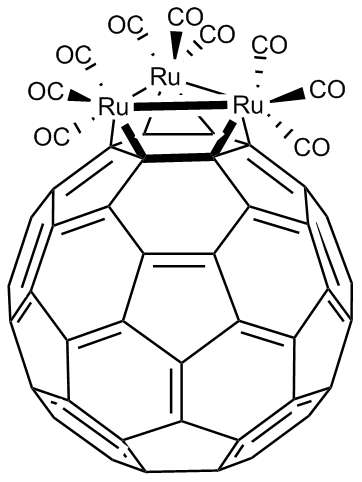
Ru3(CO)9(C60)
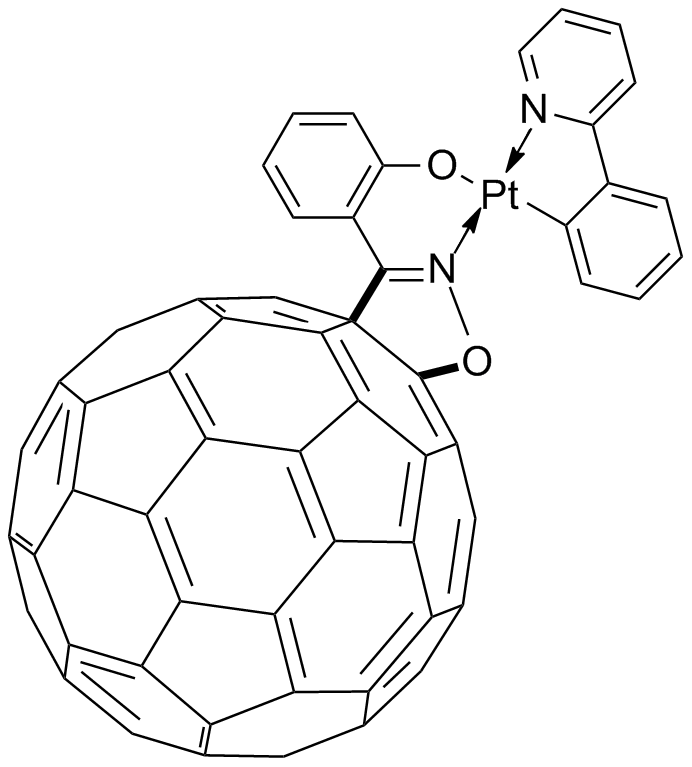
Komplex platiny a isoxazolinovaného fullerenu

## Příklady
C60 vytváří stabilní komplexy typu M(C60)(difosfan)(CO)3 pro M = Mo, W. Byl také popsán dirheniový komplex se vzorcem Re2(PMe3)4H8(η2:η2C60), kde dva atomy vodíku fungují jako můstkové ligandy.
Mnoho komplexů fullerenů obsahuje platinové kovy. Je znám kationtový komplex obsahující tři 16elektronová Ru centra:
3 Cp*Ru(MeCN)3+ + C60 → {[(Cp*Ru(MeCN)2]3C60}3+ + 3 MeCN
Vaskův komplex vytváří 1:1 adukt a obdobná sloučenina IrCl(CO)(PEt3)2 se váže 200krát silněji. Mezi komplexy s více než jedním fullerenovým ligandem patří například Ir4(CO)3(μ4-CH)(PMe3)2(μ-PMe)2(CNCH2Ph)(μ-η2:η2C60)(μ4-η1:η1:η2:η2C60). U této sloučeniny se vyskytují dva fullerenové ligandy vytvářející několik různých druhů navázání. Platina, palladium a nikl vytváří komplexy C60ML2, kde L je monodentátní nebo bidentátní fosforový ligand. Připravují se nahrazením slabě koordinujících ligandů, jako je ethen:
[Ph3P]2Pt(C2H4) + C60 → [Ph3P]2Pt(η2-C60) + C2H4
U [(Et3P)2Pt]6(η2-C60) je na fulleren navázáno šest Pt center.

## Pozměněné fullereny jako ligandy
Oxid osmičelý reaguje s C60 za přítomnosti pyridinu (py), přičemž vzniká diolát C60O2OsO2(py)2.
Pentafenylový anion C60Ph5− má podobné vlastnosti jako cyklopentadienylový ligand.

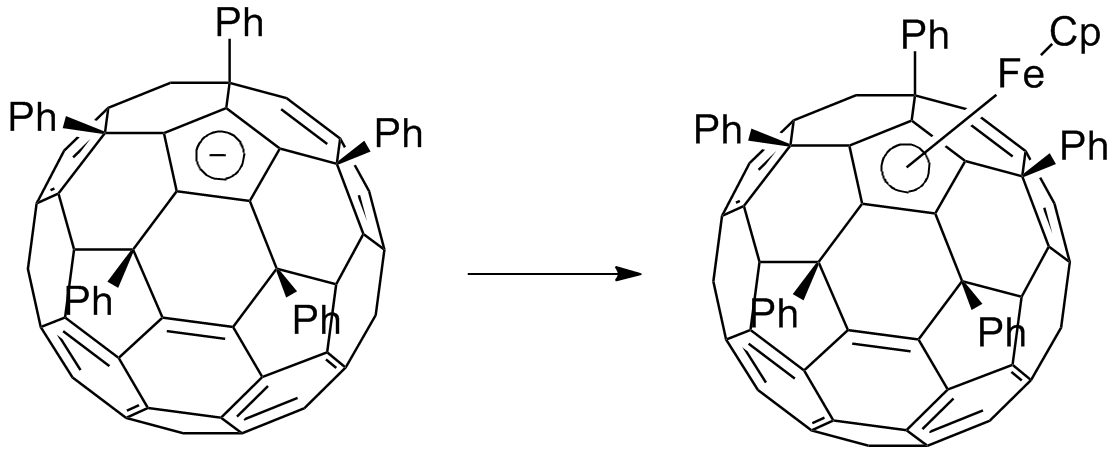
Komplex C_{60}Ph_{5}^{−}, podobný ferrocenu

V tomto případě je vazba ligandu podobná jako u ferrocenu. Anion C60(PhCH2)2Ph se podobá indenylu.

Fullereny mohou být i substituenty na jiných ligandech, jako příklad může sloužit isoxazolinový fulleren, který lze chelatovat na sloučeniny platiny, rhenia a iridia.